# Русская сервировка

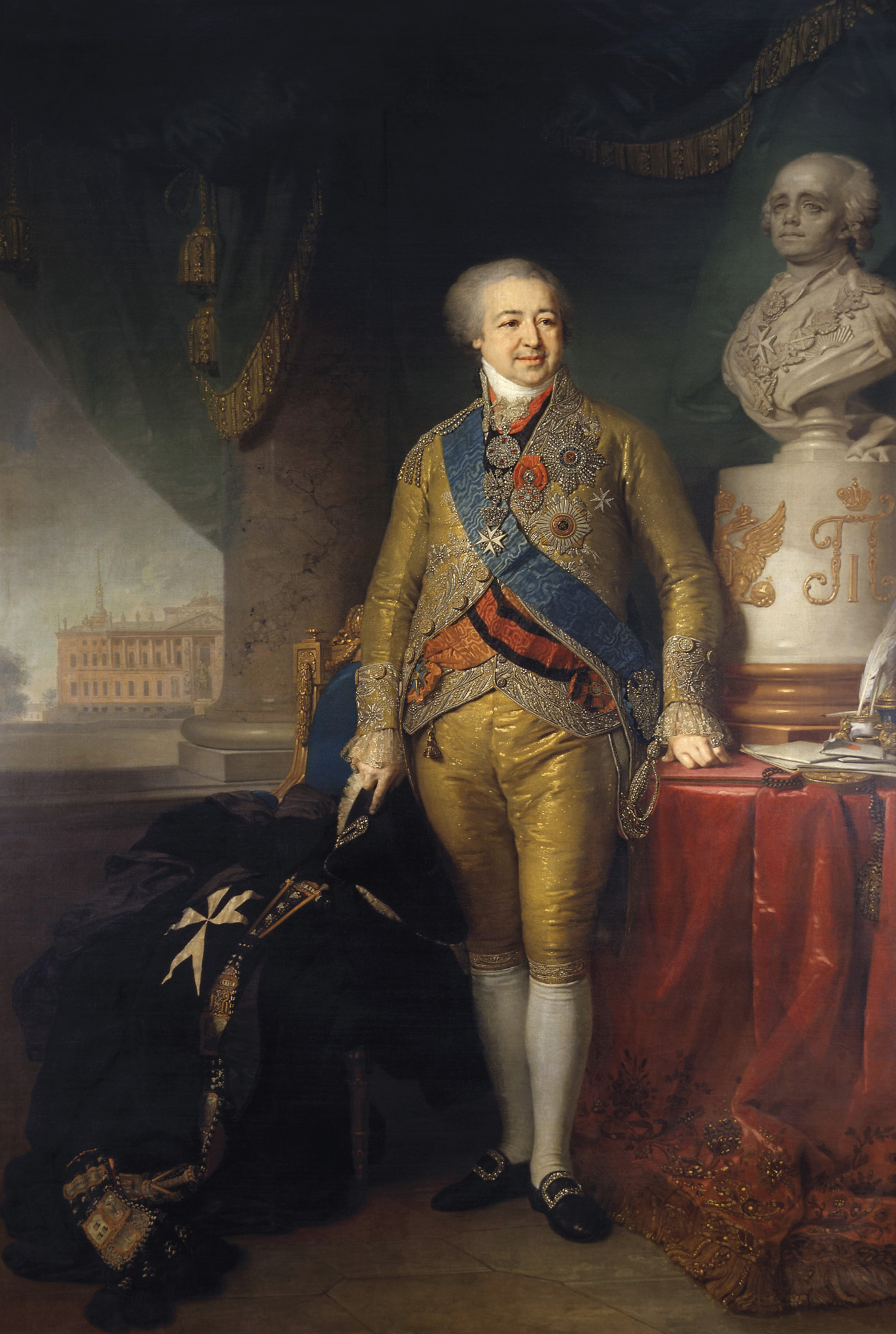
Портрет А. Б. Куракина кисти В. Л. Боровиковского

Ру́сская сервиро́вка (также сервировка по-русски, от фр. service à la russe, досл.: «обслуживание по-русски») — ныне привычный способ подачи блюд, при котором блюда подают на стол уже разложенными по индивидуальным тарелкам, по одному, в порядке их появления в меню.
До начала XIX века более популярной в Европе была французская сервировка (фр. service à la française), при которой все блюда ставились на стол сразу. Распространение русской сервировки в Европе обычно связывают с именем «алмазного князя» А. Б. Куракина. По другой версии её распространение связано с именем известного повара Мари-Антуан Карема. Широкое распространение русская сервировка получила лишь во времена Второй империи, возможно, в результате публикации книг фр. La Cusisine Classique (У. Дюбуа, Э. Бернар, 1864 год) и англ. Artistic Cookery (тот же Дюбуа, 1870).

## Приборы и обслуживание

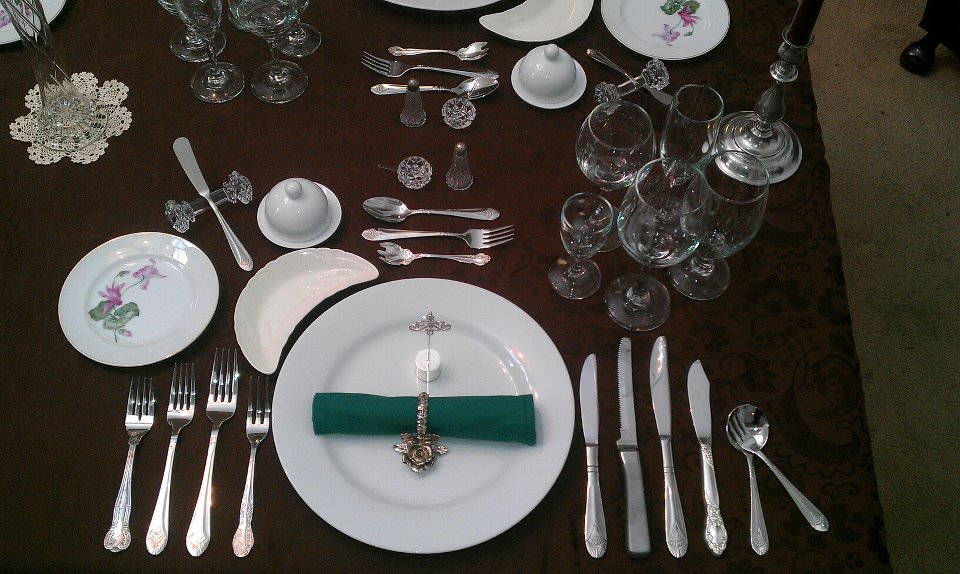
Сервировка по-русски (8 блюд) на одну персону

Поварня французская очень хороша: эту справедливость ей отдать надобно, но... услуга за столом очень дурна. Я, когда в гостях обедаю, принужден обыкновенно вставать голодный. Часто подле меня стоит такое кушанье, которого есть не хочу, а попросить с другого края не могу, потому что слеп и чего просить — не вижу. Наша мода обносить блюда есть наиразумнейшая.
При русской сервировке куверт состоит из сервизной тарелки-подставки, полного комплекта столовых приборов (кроме необходимых для десерта) и бокалов для воды, вина и шампанского.
Свёрнутая салфетка кладётся на тарелку, на неё — карточка с именем гостя. Позади тарелки помещаются солонка, блюдечко для орехов и меню.
Порядок размещения приборов справа от тарелки (от внешнего к внутреннему):
- устричная вилка, уложенная в суповую ложку
- рыбный нож
- мясной нож
- салатный/фруктовый нож (если будут сервироваться как салат, так и фрукты, то дополнительные приборы должны быть принесены отдельно, так как не принято сервировать более трёх вилок или ножей одновременно, не считая устричной вилки)

Слева от тарелки (от внешнего к внутреннему):
- рыбная вилка
- мясная вилка
- салатная/фруктовая вилка.

В ходе обеда на сервизную тарелку ставятся сначала тарелка с устрицами, которая затем заменяется тарелкой с супом. После этого сервизная тарелка убирается со стола, и заменяется на нагретую тарелку.
Рыба и мясо сервируются на отдельных тарелках, чтобы гости могли сами решить, сколько они хотят съесть.
Перед десертом со стола убираются все приборы, кроме бокалов, стол очищается от крошек.
Выносятся тарелки для десерта, на каждой из которых расположена декоративная салфетка, чашечка для ополаскивания пальцев (которой ныне не пользуются), вилка (слева на тарелке) и ложка (справа). Гости сами снимают салфетку и чашечку и помещают их вместе с вилкой слева от тарелки, а ложку — справа.